# TSV Mimmenhausen
Der TSV Mimmenhausen (Turn- und Sportverein Mimmenhausen 1899 e. V.) ist ein Mehrspartensportverein in Mimmenhausen, einem Teilort der Gemeinde Salem in Baden-Württemberg. Er wurde am 3. September 1899 gegründet, seine Volleyball-Männermannschaft spielt in der 2. Bundesliga Süd.

## Abteilungen
Der Verein besteht aus Abteilungen für Handball, Leichtathletik, Tischtennis, Turnen und Volleyball.

### Handball
Im Jahre 1999 wurden aufgrund rückläufiger Spielerzahlen, und des Wunsches, dem jeweils anderen Verein die Jugendlichen nicht abzuwerben, die Jugendabteilungen der Vereine TSV Mühlhofen e.V. und TSV Mimmenhausen e.V. und ein Jahr später auch die Damen- und Herren-Mannschaften zur Handball Spielgemeinschaft Mimmenhausen–Mühlhofen zusammengelegt.

### Tischtennis
Die Herren spielen in der Saison 2018/19 in der Bezirksliga Bodensee. Bei den Baden-Württembergischen Mannschaftsmeisterschaften der Senioren wurden Silber- und Bronze-Ränge errungen.

### Turnen
Die Abteilung legt Wert auf ein breitensportliches Konzept für Frauen, Männer und Kinder von 2 – 92 Jahren.

### Volleyball
Seit der Tätigkeit des mehrfachen Volleyball-Nationalspielers Christian Pampel als Spielertrainer der Volleyballer des TSV Mimmenhausen gelang dem Männerteam in der Saison 2017/18 als Meister der Dritten Liga der Aufstieg in die 2. Bundesliga Süd. Die Mannschaft konnte sich nach überzeugenden Leistungen mit einem 9. Platz in der Liga halten. Kaum eine Überraschung ist, dass Pampel mit Abstand der MVP der 2. Bundesliga Süd war. 2022 wurde der TSV Vizemeister der 2. Bundesliga Süd.
Die erste Frauen-Mannschaft spielt in der Verbandsliga.